# Epitizide
Epitizide là một thuốc lợi tiểu. Nó thường được kết hợp với triamterene.